# Тулокса
Ту́локса (карел. Tuulos), в верхнем течении Лу́мбас, — река в России, протекает по Карелии.
Исток — озеро Лумбас в Пряжинском районе. Высота истока — 79,4 м над уровнем моря. Впадает в Ладожское озеро в Олонецком районе. Длина реки составляет 77 км, площадь водосборного бассейна — 900 км².

## Бассейн

### Притоки
- В 27 км от устья, по правому берегу впадает Юлиеги.
- В 7 км от устья, по левому берегу впадает Сяндебка с притоком Кокаёги.
- В 39 км от устья, по правому берегу впадает Лаппоя.
- В 39 км от устья, по правому берегу впадает Гушкалка.
- В 47 км от устья, по левому берегу впадает Пуоройоя.

### Озёра
В бассейн Тулоксы входят озёра: Тигверинъярви, Тулосъярви, Нинисельгское, Пускуярви, Ирзиярви, Пейзиярви, Пюгяярви, Кимусельгское.
На реке расположены населённые пункты Тулокса и Устье Тулоксы.

## Данные водного реестра
По данным государственного водного реестра России относится к Балтийскому бассейновому округу, водохозяйственный участок реки — Водные объекты бассейна оз. Ладожское без рр. Волхов, Свирь и Сясь, речной подбассейн реки — Нева и реки бассейна Ладожского озера (без подбассейна Свирь и Волхов, российская часть бассейнов). Относится к речному бассейну реки Нева (включая бассейны рек Онежского и Ладожского озера).
Код объекта в государственном водном реестре — 01040300212102000011648.